# オジャマンないと!
『オジャマンないと!』は、1984年10月4日から1994年10月8日まで名古屋テレビで放送されたバラエティ番組。

## 概要
高原兄ほか様々なタレントたちが出演していた深夜番組で、彼らが毎回一般からの参加者たちとともに様々なバラエティ企画を遂行していた。番組のコンセプトは「名古屋の夜の人々の心の中にオジャマしてみよう」で、それが番組タイトルの由来になっている。1986年の年頭の朝日新聞のテレビに関する連載では、当番組は毎日放送「夜はクネクネ」の影響で始まった旨が書かれている。
当初はオープニングテーマの歌詞にあるように、トロピカルな装飾を施した屋台（通称「オジャマン屋台」）が名古屋市内各地を行くという内容だった。また、その当時は高原が毎回その日の企画内容に合わせて作詞・作曲する歌を出演者全員で合唱していた。1989年2月25日放送分では、公募で集まった一般人たちがミュージカルに挑戦。限られた3時間の中で歌 → 振り付け → 芝居と進むレッスンを経て真剣になっていく出演者たちの表情が感動を呼び、番組は第37回日本民間放送連盟賞の娯楽番組部門で優秀賞を受賞した。また、番組は事前収録を基本としていたが、1994年4月9日放送分では名古屋テレビ本社西隣の東別院（真宗大谷派名古屋別院）で視聴者参加型のオークション企画を行い、その模様を生放送していたこともある。
この番組のスタッフと放送作家の萩原芳樹は番組を立ち上げるにあたり、名古屋出身タレントの起用を念頭に出演オファーを引き受けてくれる人物を探していたが、その中で高原が候補に浮かび上がった。高原は富山県出身者であるが、名古屋商科大学に通っていたという理由から候補に挙がった。また、高原は当時ニッポン放送のラジオ番組『ヤングパラダイス』のパーソナリティを降ろされたばかりで、作曲家に転向しようかと考えていたところだった。消極的ではあったが高原はこのオファーを引き受け、以後もタレント活動を続けるようになった。
高原の結婚披露宴を収録し放送した回において、披露宴列席者の一人であった島田紳助がスピーチに立った際、当番組の放送VTRをビートたけしが調達しており、全国ネットで放送されているたけしの冠番組の企画内容に、当番組が大きな影響を与えているというエピソードが語られた。
番組の終了後、高原は後継番組の『王者マンへの道』にも引き続き出演した。また、この番組の実験的な手法は、後に名古屋テレビが製作した『さまぁ〜ず げりらっパ』へと受け継がれた。神奈川県横浜市にある放送ライブラリーには、この番組の記録映像が2本保存されている。

## 放送時間
いずれもJST、『大相撲ダイジェスト』の放送期間中は30分遅れで放送。
- 木曜 24:30 - 25:25 （1984年10月 - 1985年3月）
- 土曜 23:25 - 24:20 （1985年4月 - 1987年9月） - 『ロックフォードの事件メモ』再放送との枠交換により、土曜深夜枠へ移動。
- 土曜 23:35 - 24:25 （1987年10月 - 1991年3月） - 23:00枠のニュース番組群が『ナイトライン』へ統合リニューアルするのに伴い、以後は10分遅れ + 5分縮小で放送。
- 土曜 24:00 - 24:55 （1991年4月 - 1994年10月） - 『ナイトライン』が『ニュースフロンティア』へリニューアルするのに伴い、以後は25分遅れ + 5分拡大で放送。

## 出演者
この番組の出演者たちは「オジャマン軍団」と呼ばれていた。
- 高原兄[5][6] - 全期間にわたって出演。
- 柳沢慎吾[5] - 放送開始当初に出演。
- 越前屋俵太[5][6] - 放送開始当初に出演。
- 鯉江良二 - 放送開始当初に出演。
- 佐々木彩 - 放送開始当初に出演。
- 新井康弘[6]
- 鹿取容子[6]
- 太平サブロー
- 飯山弘章 - 1986年から1992年まで出演[7]。
- 藤本あき
- そのまんま東 - 1990年3月から1991年9月まで出演。最後に出演した回では、彼の番組卒業記念企画が行われた。
- 長戸勝彦
- 水谷あつし - 1991年から1992年まで出演。
- 紅理子（クリス）
- 大澄賢也
- 朝岡実嶺
- 飛騨の田吾作 - 岐阜県で民宿を営む一般男性で、「屋台の親爺」として出演した。
- ほか

## スタッフ
- 構成 - 萩原芳樹

## テーマ曲

### オープニングテーマ
- 曲名不詳曲（高原兄）

### エンディングテーマ
- My Sweet Heart （高原兄）